# Vannes-sur-Cosson
Pour les articles homonymes, voir Vannes (homonymie) et Cosson (homonymie).
Vannes-sur-Cosson est une commune française, située dans le département du Loiret en région Centre-Val de Loire.

## Toponymie
Le nom de la commune peut être issu du latin médiéval venna, d’origine gauloise, signifiant : barrage pour prendre le poisson, réserve de poissons, pêcherie. D’abord panneau vertical mobile qui permet de régler le débit de l’eau dans une écluse ; au XIVe siècle, par extension, panneau mobile qui permet de régler le débit de tout liquide. Partie prise pour le tout, cf. porte, portail.
In Secalaunia vero, possidet (abbaye Saint-Mesmin de Micy) curtem Vennensem cum ecclesia, mancipis, terris cultis et incultis, silvam quae dicitur Tassinica, 836 (Bibliothèque nationale de France-Manuscrit Latin no 5420, fol. 52, Gallia Christiania t. VIII, Instrumenta, col. 723, faux diplôme de Louis le Pieux et de Lothaire, rédigé fin Xe siècle ou début XIe siècle) ; Villa qui dicitur Vannas, 938-939 (cartulaire de la cathédrale Sainte-Croix d'Orléans, Diplôme de Hugues Capet et de Robert) ; In Secalonia quoque, habet [abbaye Saint-Mesmin de Micy] curtem Vennensem cum ecclesia, et omnibus sibi pertinentibus, 1022 (Dom Mabillon, Ex archivio Miciacensi apud Annales ordinis Sancti Benedicti, t. 4, 705) ; Res Sancti Maximini quae vocantur Vannas, novembre 990 (cartulaire de Sainte-Croix d’Orléans, p. 82) ; Curtem Vennensem, 1022 (Dom Bouquet, Historiens de France, t. X, p. 606) ; De Vannis, 1153-1171 (archives départementales du Loiret-B 79, archives de l’Hôtel-Dieu d’Orléans) ; Vannes en Sauloigne, 1481 (archives départementales du Loiret-B 79, archives de l’Hôtel-Dieu d’Orléans) ; Vannes, 1740 (bibliothèque municipale d’Orléans, Ms 995, fol. 253) ; Vannes-en-Sologne, XVIIIe s. (carte de Cassini) ; Vannes-en-Sologne, 1823 (cadastre) ; Vannes-sur-Cosson, décret du 23 juillet 1911.

## Géographie

### Localisation

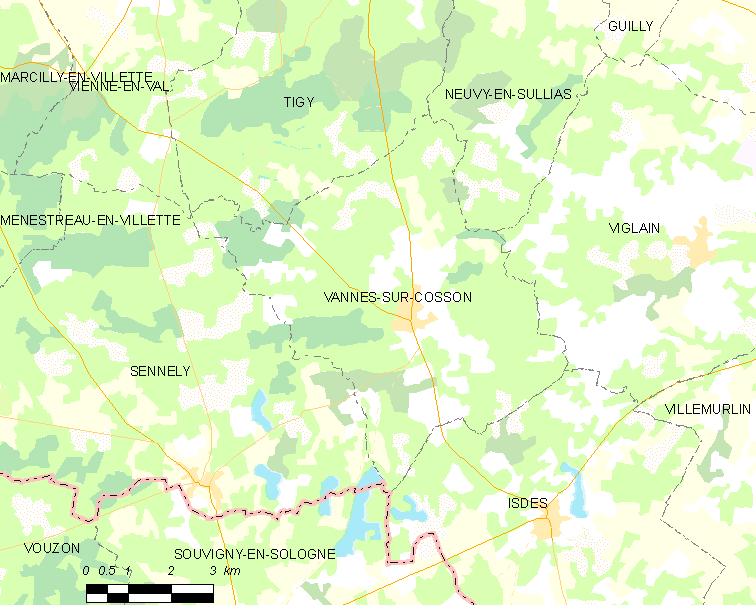
Carte de la commune de Vannes-sur-Cosson et des communes limitrophes.

La commune de Vannes-sur-Cosson se trouve dans le quadrant sud-ouest du département du Loiret, dans la région agricole de la Sologne et l'aire urbaine d'Orléans.  À vol d'oiseau, elle se situe à 31,1 km  d'Orléans, préfecture du département, et à 18,4 km de Jargeau, ancien chef-lieu du canton dont dépendait la commune avant mars 2015. La commune fait partie du bassin de vie de Sully-sur-Loire dont elle est éloignée de 13,4 km.
Les communes les plus proches sont : Isdes (5,7 km), Sennely (6 km), Viglain (7 km), Souvigny-en-Sologne (8,4 km, en Loir-et-Cher), Tigy (9,3 km), Neuvy-en-Sullias (9,6 km), Villemurlin (9,7 km), Guilly (11,2 km), Vienne-en-Val (11,4 km) et Chaon (12 km).
| Vienne-en-Val, Tigy | Tigy                       | Neuvy-en-Sullias |
| Sennely             | Vannes-sur-Cosson          | Viglain          |
| Sennely             | Souvigny-en-Sologne, Isdes | Isdes            |

### Géologie et relief

#### Géologie
La commune se situe dans le sud du Bassin parisien, le plus grand des trois bassins sédimentaires français. Cette vaste dépression, occupée dans le passé par des mers peu profondes et des lacs, a été comblée, au fur et à mesure que son socle s’affaissait, par des sables et des argiles, issus de l’érosion des reliefs alentours, ainsi que des calcaires d’origine biologique, formant ainsi une succession de couches géologiques.
Les couches affleurantes sur le territoire communal sont constituées de formations superficielles du Quaternaire et de roches sédimentaires datant du Cénozoïque, l'ère géologique la plus récente sur l'échelle des temps géologiques, débutant il y a 66 millions d'années. La formation la plus ancienne est des sables et argiles de Sologne remontant à l’époque Miocène de la période Néogène. La formation la plus récente est des alluvions récentes des lits mineurs remontant à l’époque Holocène de la période Quaternaire. Le descriptif de ces couches est détaillé dans  les feuilles « n°398 - La Ferté-Saint-Aubin » et « n°399 - Châteauneuf-sur-Loire » de la carte géologique au 1/50 000ème du département du Loiret, et leurs notices associées,.

Carte géologique de la commune.

|  | Fz :  | alluvions récentes des lits mineurs, Holocène                                                     |
|  | FC :  | alluvions et colluvions du fond des vallées secondaires, Holocène                                 |
|  | Fy :  | alluvions récentes des levées et montilles de la Loire et des basses terrasses du Loing, Holocène |
|  | Fvb : | alluvions de haute terrasse, Pléistocène (Mindel), terrasse +20 m                                 |
|  | Fva : | alluvions de haute terrasse, Pléistocène (Mindel), terrasse +30 m                                 |

|  | m3-p1SASo : | sables et argiles de Sologne, Langhien supérieur à Pliocène inférieur |

#### Relief
La superficie cadastrale de la commune publiée par l’Insee, qui sert de références dans toutes les statistiques, est de 35,65 km2,. La superficie géographique, issue de la BD Topo, composante du Référentiel à grande échelle produit par l'IGN, est quant à elle de 35,36 km2. Son relief est relativement plat puisque la dénivelée maximale atteint 29 mètres. L'altitude du territoire varie entre 119 m et 148 m.

### Hydrographie
Le Cosson, affluent du Beuvron, prend sa source à Vannes-sur-Cosson. Le Bourillon, affluent du Cosson et le ruisseau des Forges traversent le territoire de la commune.
De nombreux étangs sont répartis sur le territoire de la commune, notamment ceux des Chêneaux, Neuf, Vié, d'Ossain, Grand-étang, de la Queue d'Ossain, de la Ramellière, du Grand-Voisin, de Beaugenceau, du Cul d'Assied, du Poirier, Minet, de Mondésir, de la Hutte, des Corbeillères, de Montambert, du Château, de la Racine, Angot, du Pâtis, aux Vaches, du Luet.

### Lieux-dits et écarts
Les Aulnes, l'Enfer, les Grandes Forges, la Demoiselle.

### Climat
Pour des articles plus généraux, voir Climat du Centre-Val de Loire et Climat du Loiret.
En 2010, le climat de la commune est de type climat océanique dégradé des plaines du Centre et du Nord, selon une étude du CNRS s'appuyant sur une série de données couvrant la période 1971-2000. En 2020, Météo-France publie une typologie des climats de la France métropolitaine dans laquelle la commune est exposée à un climat océanique altéré et est dans une zone de transition entre les régions climatiques « Moyenne vallée de la Loire » et « Centre et contreforts nord du Massif Central ».
Pour la période 1971-2000, la température annuelle moyenne est de 11 °C, avec une amplitude thermique annuelle de 15,7 °C. Le cumul annuel moyen de précipitations est de 728 mm, avec 11,4 jours de précipitations en janvier et 7,3 jours en juillet. Pour la période 1991-2020, la température moyenne annuelle observée sur la station météorologique de Météo-France la plus proche, sur la commune de Villemurlin à 10 km à vol d'oiseau, est de 11,6 °C et le cumul annuel moyen de précipitations est de 691,2 mm,. Pour l'avenir, les paramètres climatiques de la commune estimés pour 2050 selon différents scénarios d'émission de gaz à effet de serre sont consultables sur un site dédié publié par Météo-France en novembre 2022.

### Milieux naturels et biodiversité

#### Sites Natura 2000
Le réseau Natura 2000 est un réseau écologique européen de sites naturels d’intérêt écologique élaboré à partir des Directives «Habitats » et «Oiseaux ». Ce réseau est constitué de Zones Spéciales de Conservation (ZSC) et de Zones de Protection Spéciale (ZPS). Dans les zones de ce réseau, les États membres s'engagent à maintenir dans un état de conservation favorable les types d'habitats et d'espèces concernés, par le biais de mesures réglementaires, administratives ou contractuelles. L'objectif est de promouvoir une gestion adaptée des habitats tout en tenant compte des exigences économiques, sociales et culturelles, ainsi que des particularités régionales et locales de chaque État membre. les activités humaines ne sont pas interdites, dès lors que celles-ci ne remettent pas en cause significativement l’état de conservation favorable des habitats et des espèces concernés,. Un site Natura 2000 est présent sur le territoire communal de Vannes-sur-Cosson et est désigné « Sologne ».
La « Sologne » a été désignée site d'importance communautaire par arrêté du 26 octobre 2009 et est codée FR2402001. Le site occupe la quasi-totalité du territoire communal. D'une superficie totale de 346 184 ha,elle  constitue une vaste étendue émaillée d'étangs, située en totalité sur les formations sédimentaires du burdigalien. L'agriculture est en recul et on observe une fermeture des milieux naturels (landes). Plusieurs ensembles naturels de caractère différent se distinguent sur ce site :
- la Sologne des étangs ou Sologne centrale, qui recèle plus de la moitié des étangs de la région ; les sols sont un peu moins acides que dans le reste du pays ;
- la Sologne sèche ou Sologne du Cher, qui se caractérise par une plus grande proportion de landes sèches à bruyère cendrée, callune et Hélianthème faux-alysson ;
- la Sologne maraîchère, qui abrite encore une agriculture active et possède quelques grands étangs en milieu forestier ;
- la Sologne du Loiret, au nord, qui repose en partie sur des terrasses alluviales de la Loire issues du remaniement du soubassement burdigalien, ensemble auquel appartient la commune de Vannes-sur-Cosson.

#### Zones nationales d'intérêt écologique, faunistique et floristique
L’inventaire des zones naturelles d'intérêt écologique, faunistique et floristique (ZNIEFF) a pour objectif de réaliser une couverture des zones les plus intéressantes sur le plan écologique, essentiellement dans la perspective d’améliorer la connaissance du patrimoine naturel national et de fournir aux différents décideurs un outil d’aide à la prise en compte de l’environnement dans l’aménagement du territoire. Le territoire communal de Vannes-sur-Cosson comprend deux ZNIEFF.

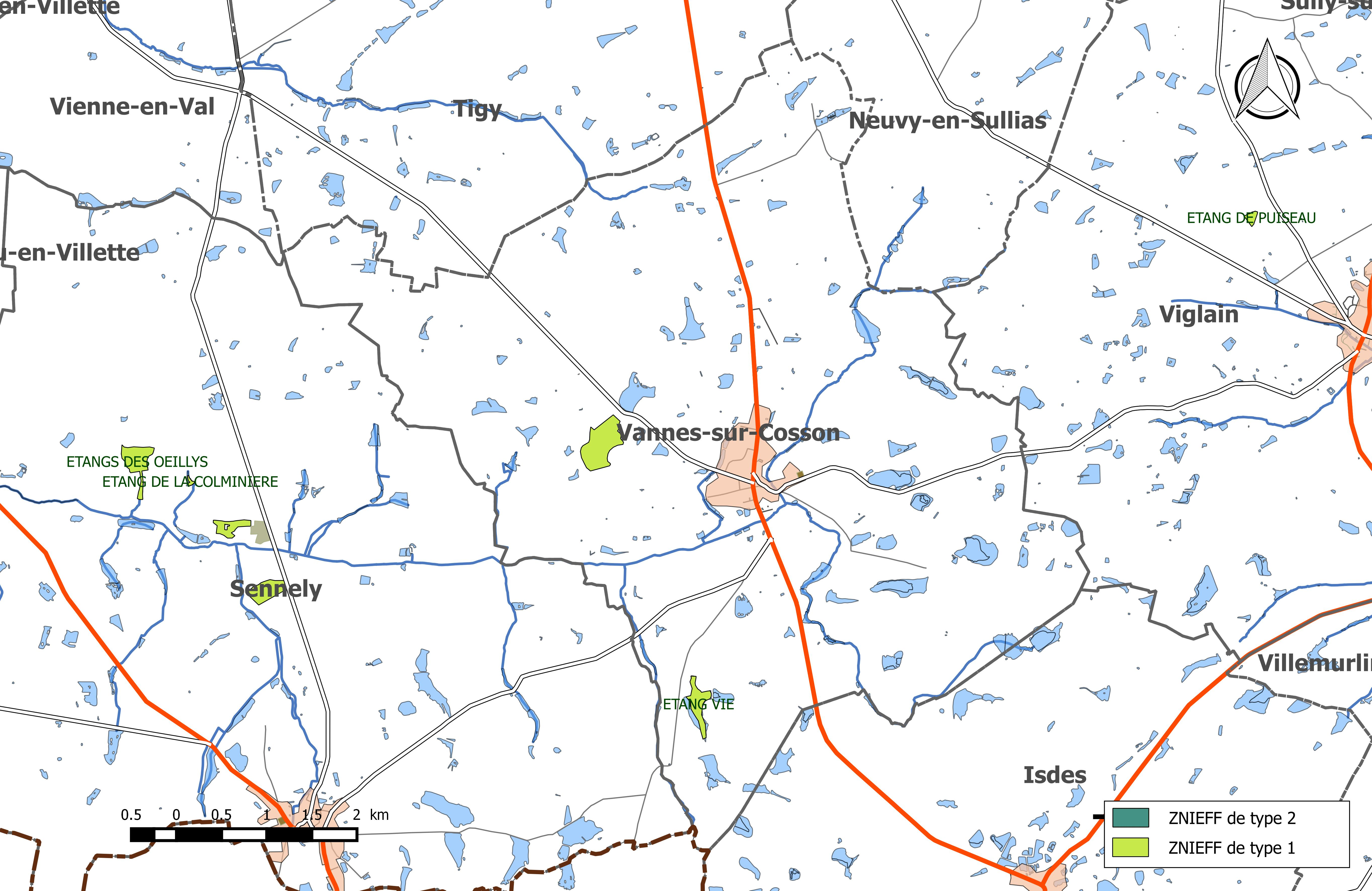
Carte des ZNIEFF de la commune et de ses abords.

| Désignation              | Type   | Superficie     | Description |
| ------------------------ | ------ | -------------- | --- |
| « Étang de Beaugenceau » | type 1 | 16,47 hectares | Cet étang est situé à l'ouest du bourg de Vannes-sur-Cosson. Son altitude est de 128 m. Il abrite une population d'un millier d'individus de Carex lasiocarpa, espèce protégée au niveau régional et particulièrement rare en région Centre, notamment dans le Loiret.              |
| « Étang Vié »            | type 1 | 6,86 hectares  | Cet étang est situé dans la partie sud de la commune. Son altitude est de 130 m. Il abrite des habitats tels que des végétations pérennes des rives sableuse ou des végétations enracinées flottantes. Six espèces déterminantes, dont une protégée, ont été observées sur le site. |

## Histoire
Par arrêt du conseil du Roi du 22 octobre 1726, la locature du Petit-Bouloy, alternativement rattachée à Sennely et à Vannes-sur-Cosson, est définitivement rattachée à Vannes-sur-Cosson sur le plan fiscal, et l’alternance maintenue sur le plan religieux.
Les tramways de Sologne desservent la commune de 1905 à 1934.

## Urbanisme

### Typologie
Au 1er janvier 2024, Vannes-sur-Cosson est catégorisée commune rurale à habitat dispersé, selon la nouvelle grille communale de densité à sept niveaux définie par l'Insee en 2022.
Elle est située hors unité urbaine. Par ailleurs la commune fait partie de l'aire d'attraction d'Orléans, dont elle est une commune de la couronne,. Cette aire, qui regroupe 136 communes, est catégorisée dans les aires de 200 000 à moins de 700 000 habitants,.

### Occupation des sols
L'occupation des sols de la commune, telle qu'elle ressort de la base de données européenne d’occupation biophysique des sols Corine Land Cover (CLC), est marquée par l'importance des forêts et milieux semi-naturels (76,1 % en 2018), en augmentation par rapport à 1990 (70,2 %). La répartition détaillée en 2018 est la suivante : 
forêts (74 %), zones agricoles hétérogènes (15,1 %), terres arables (3,8 %), prairies (3,2 %), milieux à végétation arbustive et/ou herbacée (2,1 %), zones urbanisées (1,7 %).
L'évolution de l’occupation des sols de la commune et de ses infrastructures peut être observée sur les différentes représentations cartographiques du territoire : la carte de Cassini (XVIIIe siècle), la carte d'état-major (1820-1866) et les cartes ou photos aériennes de l'IGN pour la période actuelle (1950 à aujourd'hui).

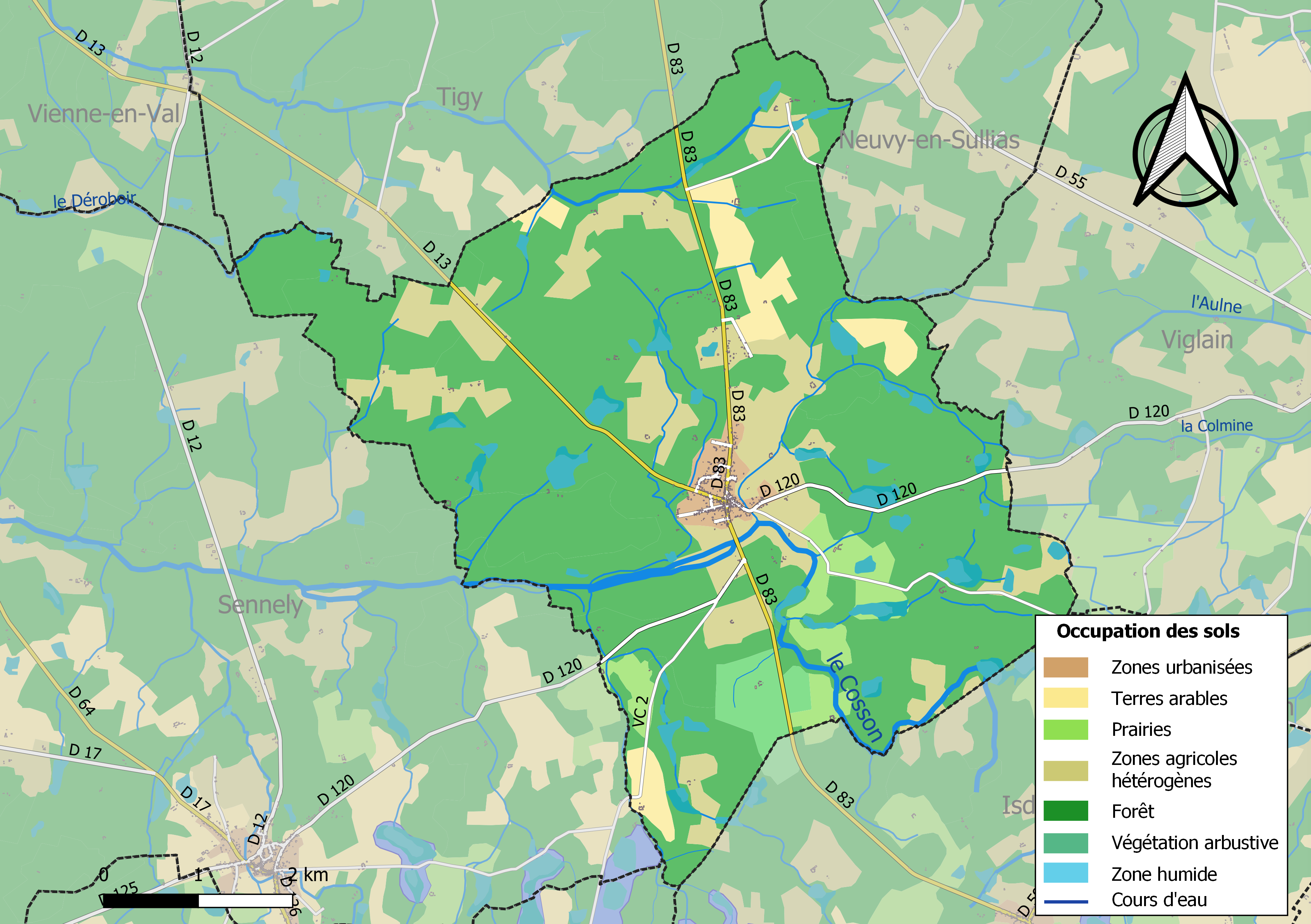
Carte des infrastructures et de l'occupation des sols de la commune en 2018 (CLC).
Carte orthophotographique de la commune en 2016.

### Planification

#### Plan local d'urbanisme
La commune prescrit l'élaboration d'un Plan local d'urbanisme en octobre 2008. Le document est approuvé en juin 2013,. En 2015, les sept communes de la communauté de communes Val Sol, dont Vannes-sur-Cosson est membre, décident, dans un souci de solidarité et de cohérence en termes d’aménagement du territoire et pour rendre leurs documents d'urbanisme compatibles avec les dernières lois en vigueur, de confier à la communauté de communes l'élaboration d'un PLU intercommunal. Le conseil communautaire, après avoir organisé le 11 décembre 2015 la conférence des maires destinée à arrêter les modalités de collaboration entre la communauté de communes et les communes membres, décide le 15 décembre 2015 de lancer la procédure.

#### Documents d'orientations intercommunaux
La commune est membre du Pays Sologne Val-sud, qui regroupe 29 des communes de la Sologne du Loiret. Ce pays impose un certain nombre de contraintes, que les documents d’urbanisme doivent respecter en étant compatibles avec les documents d’orientations du Pays. Le pays a notamment élaboré une charte architecturale et paysagère en 2005.
En 2012 les Pays Forêt d'Orléans Val de Loire, Loire Beauce et Sologne Val Sud sont les seuls territoires du département du Loiret ne disposant pas de schéma de cohérence territoriale (SCoT). Compte tenu  de l'intérêt de cet outil pour l'avenir des territoires, les élus de ces pays décident d'engager une démarche d'élaboration de SCOT. Le comité syndical du Pays Sologne Val Sud se prononce majoritairement en mars 2013 pour prendre la compétence SCoT dans ses statuts. Les quatre communautés de communes qui composent le Pays délibèrent en avril et mai 2013 pour confier "l'élaboration, la gestion et le suivi du SCoT" au Pays Sologne Val Sud. Les compétences sont modifiées en ce sens en juin 2013, le périmètre du SCOT est arrêté par le préfet le 10 octobre 2013. Après étude et concertation de 2014 à 2017, le document doit être approuvé en 2018.

### Voies de communication et transports

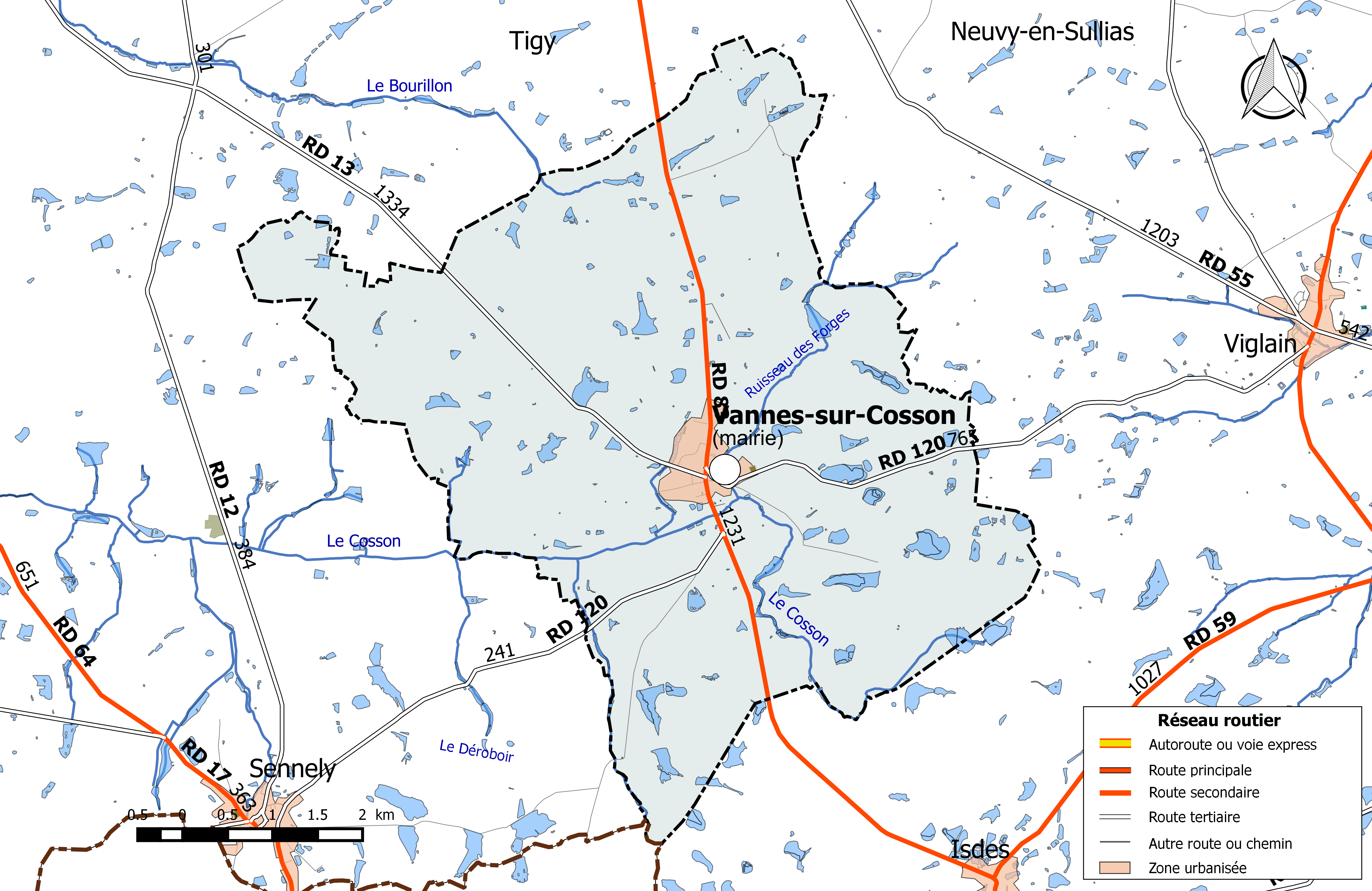
Réseau routier principal de la commune de Vannes-sur-Cosson (avec indication du trafic routier 2014).

#### Infrastructures routières
La commune est traversée par trois routes départementales à faible trafic : la RD 13 (1 334 véhicules/jour), qui relie Sandillon au bourg, la RD 83 (1 231 véhicules/jour), qui relie Tigy à Isdes et traverse le bourg dans le sens nord-sur et la RD 120 (241 véhicules/jour), qui relie Sully-sur-Loire à Sennely.
Complétant ces voies, la commune est sillonnée de plusieurs voies communales et chemins ruraux  desservant ses fermes et hameaux et les bourgs environnants.

#### Transports en commun
Aucune ligne régulière du réseau Ulys, le réseau interurbain de transport par autocar du Conseil départemental du Loiret, ne dessert la commune. Par contre la commune bénéficie du service Ulys Proximité qui emmène les usagers de la commune vers un arrêt desservi par la ligne régulière la plus proche.

#### Circulation douce et piétonne
Le sentier de grande randonnée 3C, dit sentier de pays de Sologne.

### Risques majeurs
La commune de Vannes-sur-Cosson est vulnérable à différents aléas naturels : climatiques (hiver exceptionnel ou canicule), mouvements de terrains ou sismique (sismicité très faible). Elle est également exposée à un risque technologique : le risque nucléaire. 
Entre 1989 et 2019, un arrêté ministériel ayant porté reconnaissance de catastrophe naturelle a été pris pour le territoire de la commune  pour des inondations et coulées de boues.

#### Risques naturels
Le territoire de la commune peut être concerné par un risque d'effondrement de cavités souterraines non connues. Une cartographie départementale de l'inventaire des cavités souterraines et des désordres de surface a été réalisée. Il a été recensé sur la commune plusieurs effondrements de cavités.
Par ailleurs, le sol du territoire communal peut faire l'objet de mouvements de terrain liés à la sécheresse. Le phénomène de retrait-gonflement des argiles est la conséquence d'un changement d'humidité des sols argileux. Les argiles sont capables de fixer l'eau disponible mais aussi de la perdre en se rétractant en cas de sècheresse. Ce phénomène peut provoquer des dégâts très importants sur les constructions (fissures, déformations des ouvertures) pouvant rendre inhabitables certains locaux. Celui-ci a particulièrement affecté le Loiret après la canicule de l'été 2003. Une grande partie nord du territoire de la commune est exposée à un aléa « moyen » face à ce risque, selon l'échelle définie par le Bureau de recherches géologiques et minières (BRGM).
Depuis le 22 octobre 2010, la France dispose d’un nouveau zonage sismique divisant le territoire national en cinq zones de sismicité croissante. La commune, à l’instar de l’ensemble du département,  est concernée par un risque très faible.

#### Risques technologiques
Dans le domaine des risques technologiques, une partie du territoire de la commune peut être concernée par le risque nucléaire. En cas d’accident grave, certaines installations nucléaires sont en effet susceptibles de rejeter dans l’atmosphère de l’iode radioactif. Or la commune se situe partiellement à l'intérieur du périmètre de 20 km du Plan particulier d'intervention de la centrale nucléaire de Dampierre. À ce titre les habitants de la commune, comme tous ceux résidant dans le périmètre proche de 20 km de la centrale ont bénéficié, à titre préventif, d'une distribution de comprimés d’iode stable dont l’ingestion avant rejet radioactif permet de pallier les effets sur la thyroïde d’une exposition à de l’iode radioactif. En cas d'incident ou d'accident nucléaire, des consignes de confinement ou d'évacuation peuvent être données et les habitants peuvent être amenés à ingérer, sur ordre du préfet, les comprimés en leur possession.

## Politique et administration

### Découpage territorial

#### Bloc communal: Commune et intercommunalités
La paroisse de Vannes acquiert le statut de municipalité avec le  décret du 12 novembre 1789 de l'Assemblée Nationale puis celui de « commune », au sens de l'administration territoriale actuelle, par le décret de la Convention nationale du 10 brumaire an II (31 octobre 1793). Il faut toutefois attendre la loi du 5 avril 1884 sur l'organisation municipale pour qu'un régime juridique uniforme soit défini pour toutes les communes de France, point de départ de l’affirmation progressive des communes face au pouvoir central.
La commune change de nom en 1911 et prend la dénomination de Vannes-sur-Cosson.
La commune est membre de la Communauté de communes Valsol depuis sa création le 29 décembre 2005. Depuis le 1er janvier 2017, la commune est membre de la communauté de communes du Val de Sully, issue de la fusion des communautés de communes du Sullias et de Val d'Or et Forêt, ainsi que du rattachement de la commune de Vannes-sur-Cosson.

#### Circonscriptions de rattachement
Sous l'Ancien Régime, à la veille des États généraux de 1789, la paroisse de Vannes était rattachée sur le plan ecclésiastique à l'ancien diocèse d'Orléans, sur le plan judiciaire au bailliage d'Orléans , sur le plan militaire au gouvernement d'Orléans et sur le plan administratif à la généralité d'Orléans, élection d'Orléans,.
La loi du 22 décembre 1789 divise le pays en 83 départements découpés chacun en six à neuf districts eux-mêmes découpés en cantons regroupant des communes. Les districts, tout comme les départements, sont le siège d’une administration d’État et constituent à ce titre des circonscriptions administratives. La commune de Vannes est alors incluse dans le canton de Tigy, le district d'Orléans et le département du Loiret.
La recherche d’un équilibre entre la volonté d’organiser une administration dont les cadres permettent l’exécution et le contrôle des lois d’une part, et la volonté d’accorder une certaine autonomie aux collectivités de base (paroisses, bourgs, villes) d’autre part, s’étale de 1789 à 1838. Les découpages territoriaux évoluent ensuite au gré des réformes visant à décentraliser ou recentraliser l'action de l'État. La régionalisation fonctionnelle des services de l'État (1945-1971) aboutit à la création de régions. L'acte I de la décentralisation de 1982-1983 constitue une étape importante en donnant l'autonomie aux collectivités territoriales, régions, départements et communes. L'acte II intervient en 2003-2006, puis l'acte III en 2012-2015.
Le tableau suivant présente les rattachements, au niveau infra-départemental, de la commune de Vannes-sur-Cosson aux différentes circonscriptions administratives et électorales ainsi que l'historique de l'évolution de leurs territoires.
| Circonscription             | Nom                  | Période   | Type                         | Évolution du découpage territorial |
| --------------------------- | -------------------- | --------- | ---------------------------- | --- |
| District                    | Orléans              | 1790-1795 | Administrative               | La commune est rattachée au district d'Orléans de 1790 à 1795,. La Constitution du 5 fructidor an III, appliquée à partir de vendémiaire an IV (1795) supprime les districts, rouages administratifs liés à la Terreur, mais maintient les cantons qui acquièrent dès lors plus d'importance. |
| Canton                      | Tigy                 | 1790-1801 | Administrative et électorale | Le 10 février 1790, la municipalité de Vannes est rattachée au canton de Tigy,. Les cantons sont supprimés, en tant que découpage administratif, par une loi du 26 juin 1793, et ne conservent qu'un rôle électoral. Ils permettent l’élection des électeurs du second degré chargés de désigner les députés. Les cantons acquièrent une fonction administrative avec la disparition des districts en 1795. |
| Canton                      | La Ferté-Saint-Aubin | 1801-1931 | Administrative et électorale | Sous le Consulat, un redécoupage territorial visant à réduire le nombre de justices de paix ramène le nombre de cantons dans le Loiret de 59 à 31. Vannes est alors rattachée par arrêté du 9 vendémiaire an X (30 septembre 1801) au canton de La-Ferté-Saint-Aubin, sous le nom de Vannes,. |
| Canton                      | Jargeau              | 1931-2015 | Administrative et électorale | En 1931, la commune est rattachée au canton de Jargeau, un canton issu de la division de l'ancien canton de La-Ferté-Saint-Aubin. |
| Canton                      | Saint-Jean-le-Blanc  | 2015-     | Électorale                   | La loi du 17 mai 2013 et ses décrets d'application publiés en février et mars 2014 introduisent un nouveau découpage territorial pour les élections départementales. La commune est alors rattachée au nouveau canton de Saint-Jean-le-Blanc. Depuis cette réforme, plus aucun service de l'État n'exerce sa compétence sur un territoire s'appuyant sur le nouveau découpage cantonal. Le canton a disparu en tant que circonscription administrative de l'État ; il est désormais uniquement une circonscription électorale destinée à l'élection d'un binôme de conseillers départementaux siégeant au conseil départemental. |
| Arrondissement              | Orléans              | 1801-     | Administrative               | Vannes est rattachée à l'arrondissement d'Orléans depuis sa création en 1801,. |
| Circonscription législative | 3e circonscription   | 2010-     | Électorale                   | Lors du découpage législatif de 1986, le nombre de circonscriptions législatives passe dans le Loiret de 4 à 5. Un nouveau redécoupage intervient en 2010 avec la loi du 23 février 2010. En attribuant un siège de député « par tranche » de 125 000 habitants, le nombre de circonscriptions par département varie désormais de 1 à 21,. Dans le Loiret, le nombre de circonscriptions passe de cinq à six. La réforme n'affecte pas Vannes-sur-Cosson qui reste rattachée à la troisième circonscription. |

#### Collectivités de rattachement
La commune de Vannes-sur-Cosson est rattachée au département du Loiret et à la région Centre-Val de Loire, à la fois circonscriptions administratives de l'État et collectivités territoriales.

### Politique et administration municipales

#### Conseil municipal et maire
Depuis les élections municipales de 2014, le conseil municipal  de Vannes-sur-Cosson, commune de moins de 1 000 habitants, est élu au scrutin majoritaire plurinominal à deux tours, les électeurs pouvant modifier les listes, panacher, ajouter ou supprimer des candidats sans que le vote soit nul,  pour un mandat de six ans renouvelable. Il est composé de 15 membres. L'exécutif communal est constitué par le maire, élu par le conseil municipal, parmi ses membres, pour un mandat de six ans, c'est-à-dire pour la durée du mandat du conseil. À la suite de la démission du précédent maire le 3 novembre 2020, des élections partielles ont eu lieu les 14 et 21 mars 2021. Eric Hauer a été élu maire le 26 mars 2021.
| Période                                  | Période         | Identité               | Étiquette | Qualité                           |
| ---------------------------------------- | --------------- | ---------------------- | --------- | --------------------------------- |
| mars 2001                                | 2008            | Guy Busicchia          | SE        |                                   |
| mars 2008                                | avril 2014      | Jean-Claude Galliard   | SE        |                                   |
| avril 2014                               | 3 novembre 2020 | Guy Rousse Lacordaire, |           | Retraité salarié du secteur privé |
| 26 mars 2021                             | En cours        | Eric Hauer             |           | Retraité                          |
| Les données manquantes sont à compléter. |                 |                        |           |                                   |

### Instances judiciaire et administrative

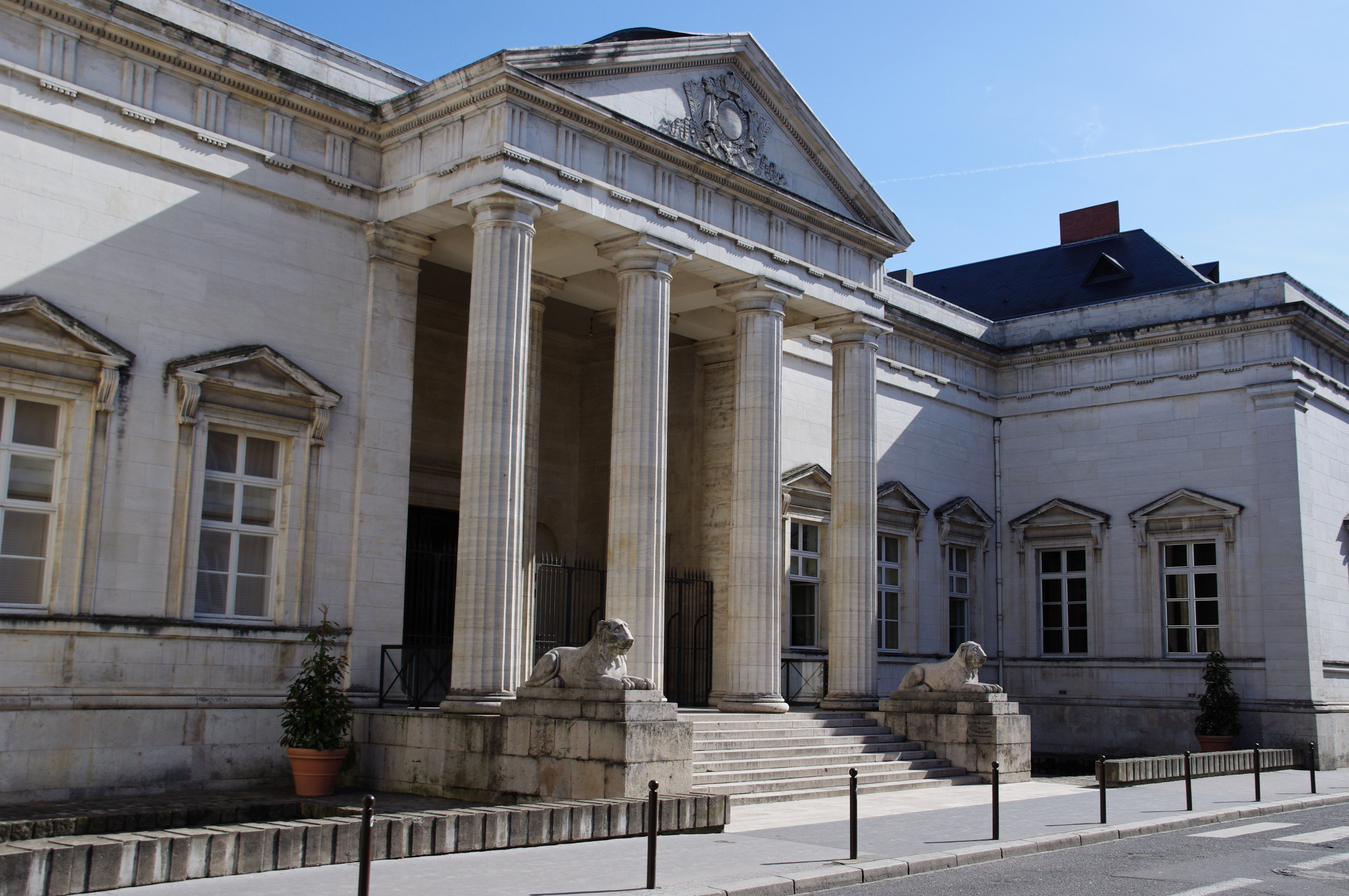
Le palais de justice d'Orléans.

| Tribunaux                   | Lieux   |
| --------------------------- | ------- |
| Tribunal d'instance         | Orléans |
| Tribunal de grande instance | Orléans |
| Cour d'appel                | Orléans |
| Tribunal pour enfants       | Orléans |
| Conseil de prud'hommes      | Orléans |
| Tribunal de commerce        | Orléans |
| Tribunal administratif      | Orléans |
| Cour administrative d'appel | Nantes  |

## Équipements et services

### Environnement

#### Gestion des déchets
En  2016, la commune est membre du SICTOM de la région de Châteauneuf-sur-Loire, créé en 1976. Celui-ci assure la collecte et le traitement des ordures ménagères résiduelles, des emballages ménagers recyclables  et des encombrants en porte à porte et du verre en points d’apport volontaire. Un réseau de dix déchèteries accueille les encombrants et autres déchets spécifiques (déchets verts, déchets dangereux, gravats, ferraille, cartons…). La déchèterie la plus proche est située sur la commune de Tigy. L'élimination et la valorisation énergétique des déchets ménagers et de ceux issus de la collecte sélective sont effectuées par le SYCTOM de Gien-Châteauneuf-sur-Loire qui comprend un centre de transfert de déchets ménagers et un centre de stockage de déchets ultimes (CSDU) de classe II à Saint-Aignan-des-Gués ainsi qu'une usine d’incinération des ordures ménagères à Gien-Arrabloy.
Depuis le 1er janvier 2017, la « gestion des déchets ménagers » ne fait plus partie des compétences de la commune mais est une compétence obligatoire de la communauté de communes du Val de Sully en application de la loi NOTRe du 7 août 2015.

#### Production et distribution d'eau
Le service public d’eau potable est une compétence obligatoire des communes depuis l’adoption de la loi du 30 décembre 2006 sur l’eau et les milieux aquatiques. Au 31 décembre 2016, la production et la distribution de l'eau potable sur le territoire communal sont assurées par la commune elle-même.
La loi NOTRe du 7 août 2015 prévoit que le transfert des compétences « eau et assainissement » vers les communautés de communes sera obligatoire à compter du 1er janvier 2020. Le transfert d’une compétence entraîne  de  facto la mise à disposition gratuite de plein droit des biens, équipements et services publics utilisés, à la date du transfert, pour l'exercice de ces compétences et la substitution de la communauté dans les droits et obligations des communes,.

#### Assainissement
La compétence assainissement, qui recouvre obligatoirement la collecte, le transport et l’épuration des eaux usées, l’élimination des boues produites, ainsi que le contrôle des raccordements aux réseaux publics de collecte, est assurée  par la commune elle-même.
La commune est raccordée à une station d'épuration située sur le territoire communal, mise en service le 1er juin 1979 et dont la capacité nominale de traitement est de  400 EH, soit 80 m3/jour. Cet équipement utilise un procédé d'épuration biologique dit « à boues activées »,.
L’assainissement non collectif (ANC) désigne les installations individuelles de traitement des eaux domestiques qui ne sont pas desservies par un réseau public de collecte des eaux usées et qui doivent en conséquence traiter elles-mêmes leurs eaux usées avant de les rejeter dans le milieu naturel. Depuis le 1er janvier 2017, la communauté de communes du Val de Sully, issue de la fusion des communautés de communes  du Sullias et de Val d'Or et Forêt, ainsi que du rattachement de la commune de Vannes-sur-Cosson, assure le service public d'assainissement non collectif (SPANC). Celui-ci a pour mission de vérifier la bonne exécution des travaux de réalisation et de réhabilitation, ainsi que le bon fonctionnement et l’entretien des installations,

## Population et société

### Démographie
L'évolution du nombre d'habitants est connue à travers les recensements de la population effectués dans la commune depuis 1793. Pour les communes de moins de 10 000 habitants, une enquête de recensement portant sur toute la population est réalisée tous les cinq ans, les populations de référence des années intermédiaires étant quant à elles estimées par interpolation ou extrapolation. Pour la commune, le premier recensement exhaustif entrant dans le cadre du nouveau dispositif a été réalisé en 2008.
En 2022, la commune comptait 602 habitants, en évolution de +1,18 % par rapport à 2016 (Loiret : +1,89 %, France hors Mayotte : +2,11 %).
| 1793 | 1800 | 1806 | 1821 | 1831 | 1836 | 1841 | 1846 | 1851 |
| ---- | ---- | ---- | ---- | ---- | ---- | ---- | ---- | ---- |
| 385  | 397  | 359  | 406  | 412  | 416  | 425  | 450  | 506  |

| 1856 | 1861 | 1866 | 1872 | 1876 | 1881 | 1886 | 1891 | 1896 |
| ---- | ---- | ---- | ---- | ---- | ---- | ---- | ---- | ---- |
| 550  | 534  | 616  | 671  | 702  | 723  | 776  | 809  | 797  |

| 1901 | 1906 | 1911 | 1921 | 1926 | 1931 | 1936 | 1946 | 1954 |
| ---- | ---- | ---- | ---- | ---- | ---- | ---- | ---- | ---- |
| 787  | 761  | 738  | 677  | 622  | 581  | 563  | 484  | 436  |

| 1962 | 1968 | 1975 | 1982 | 1990 | 1999 | 2006 | 2008 | 2013 |
| ---- | ---- | ---- | ---- | ---- | ---- | ---- | ---- | ---- |
| 381  | 330  | 344  | 366  | 455  | 522  | 579  | 595  | 589  |

| 2018 | 2022 | - | - | - | - | - | - | - |
| ---- | ---- | - | - | - | - | - | - | - |
| 610  | 602  | - | - | - | - | - | - | - |

## Enseignement
La commune est située dans l'académie d'Orléans-Tours.

## Culture locale et patrimoine

### Lieux et monuments

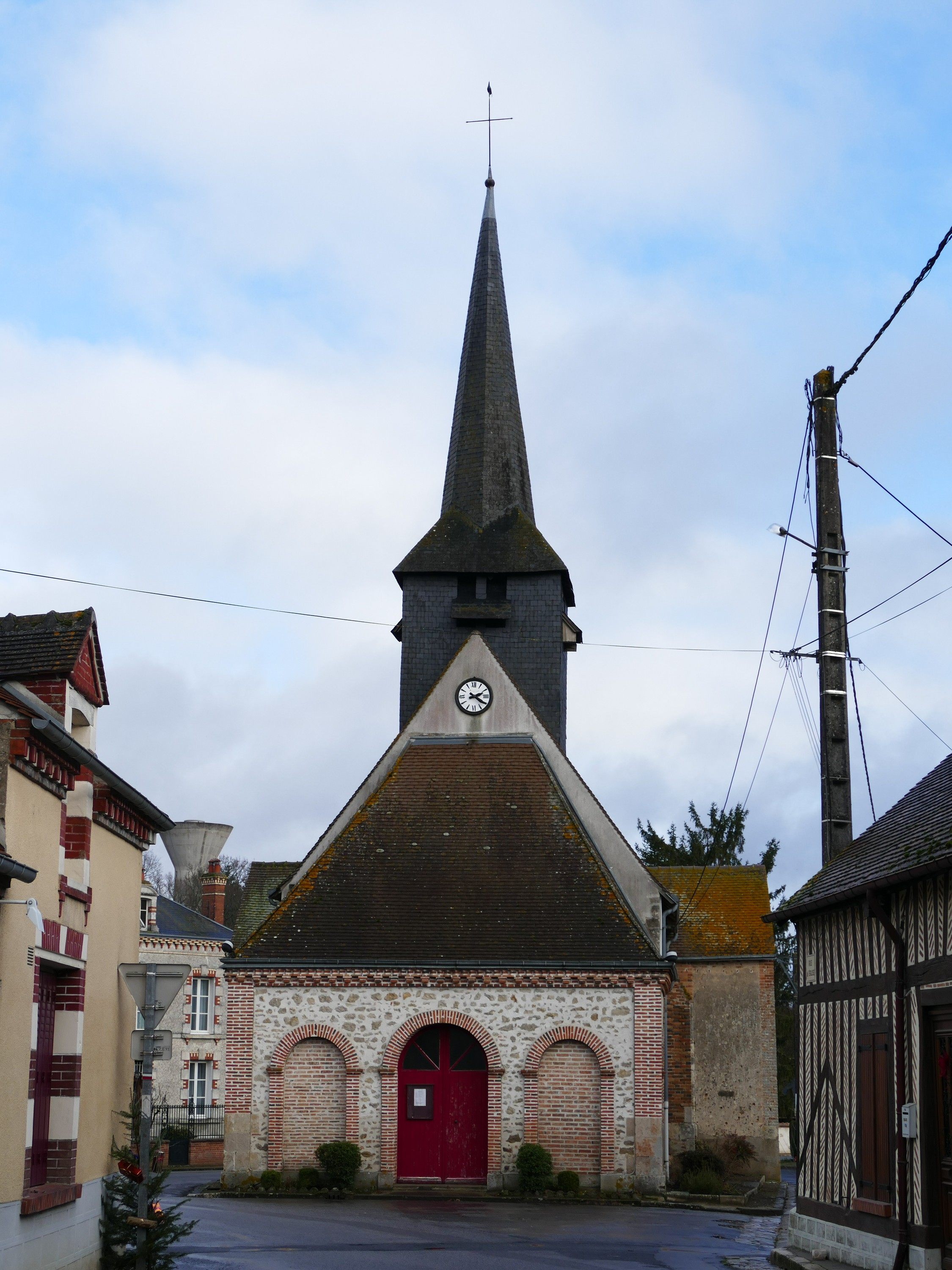
L'église Saint-Martin.

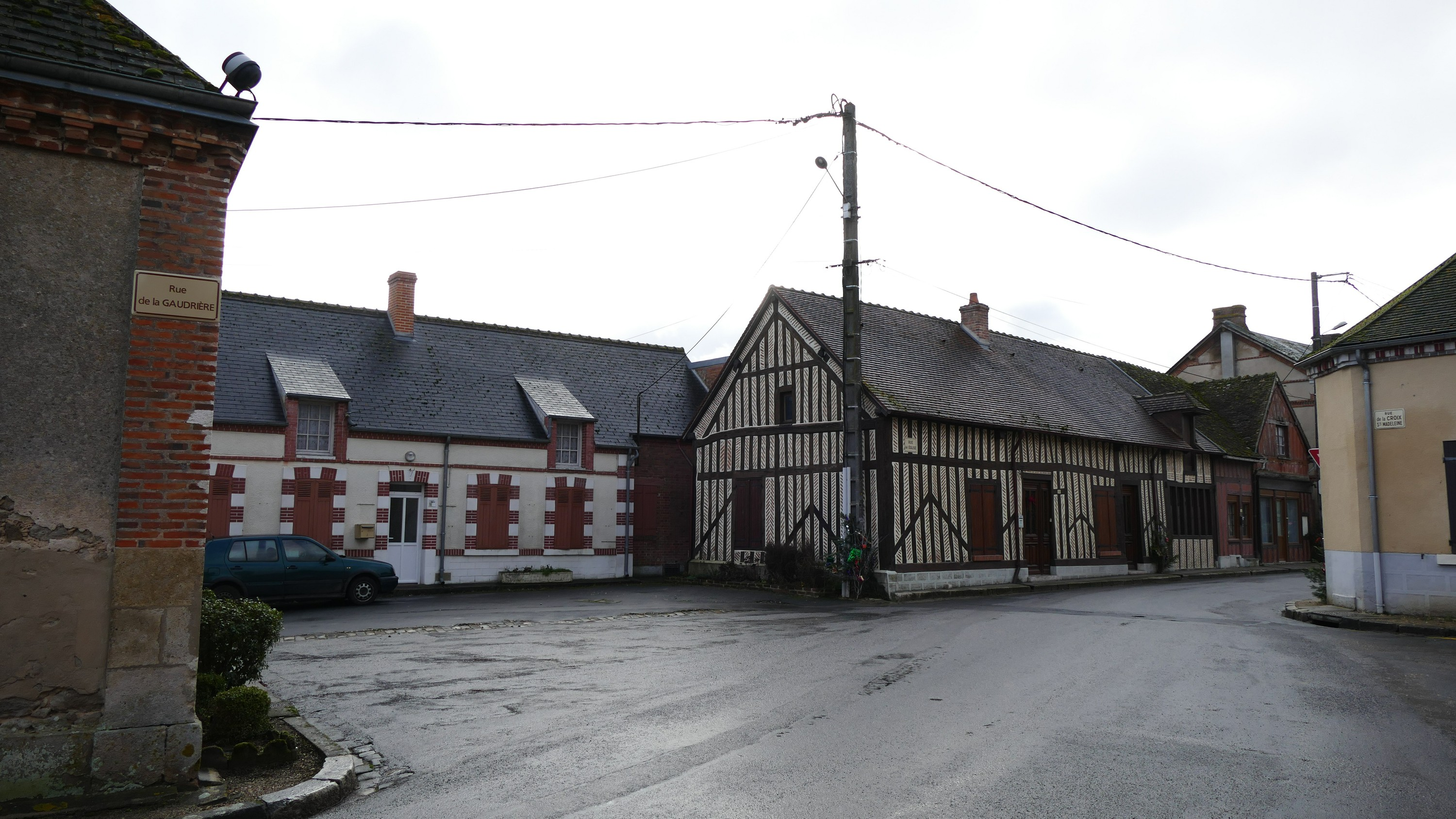
Maisons à pans de bois.

- La première église construite au IXe siècle est détruite par les protestants au cours des Guerres de religion ; une seconde église, dédiée à saint Martin, est reconstruite à l'initiative de Pierre de Choludet, seigneur de Brosseloir, en 1578[A 1]. L'édifice contient notamment : un tableau d’Étienne Pinardeau daté de 1671 représentant saint François de Sales, offert à la paroisse en 1860 et inscrit à l'inventaire des monuments historiques au titre d'objet le 30 mars 1981[A 2] ; un retable daté de 1734[A 3], un tabernacle du XVIIe[A 4] et un autel en marbre[A 5] classés le 29 mars 1983
- Des maisons à pans de bois de la fin du XVIIIe siècle et du début du XIXe siècle[A 6],[A 7],[A 8]
- Les auberges de la Croix-Blanche[A 9], de la Croix-Rouge dite le Vieux-Relais[A 10] datant du XVIIIe siècle
- Les fermes du Poirier de 1825[A 11], de la Ramelière de 1843[A 12], de la Creuse de 1887[A 13], du Petit-Voisin de la fin du XIXe[A 14], de la Lande de 1901[A 15]
- Le château de Prépinson du XVIIIe siècle[A 16]
- Le château de Montambert construit au XIXe siècle par Gaston Tassin de Charsonville
- Un lavoir du début du XIXe[A 17]
- Le presbytère du  XVIIIe siècle[A 18]
- Un atelier de forgeron du XVIIIe siècle[A 19]

### Personnalités liées à la commune
- Pierre de Choludet, seigneur de Brosseloir au XVIe siècle ;
- Ythier Sylvain Pryvé (1762-1831), général des armées de la République et de l'Empire, y est né ;
- Gaston Tassin de Charsonville (1845-1893), officier de cavalerie, capitaine dans la Garde nationale mobile du Loiret, blessé en janvier 1871 à la bataille de Buzenval, chevalier de la Légion d'honneur le 14 mai 1872 ; son fils aîné Arthur Tassin de Charsonville, tué en 1916 à Verdun, est inscrit sur le monument aux morts ;
- La famille Bouygues est propriétaire des domaines de Luet et de Blancheron[100].
- Gaston Schmit (1910-1985), écrivain. Livre : "Un village solognot, Vannes-sur-Cosson" (Editions Plon)

### Héraldique
| Blason de Vannes-sur-Cosson | Blason  | Tiercé en barre : au 1er de sinople au lion d'or, au 2e d'or à la cotice en barre d'azur, au 3 de gueules à une vanne d'étang d'or accostée de quatre roseaux de même. |
| Blason de Vannes-sur-Cosson | Détails | Adopté le 12 novembre 2018. |

## Sport
La 19e étape du Tour de France 1973 a emprunté le territoire de la commune.